# Ulrike Hübschmann

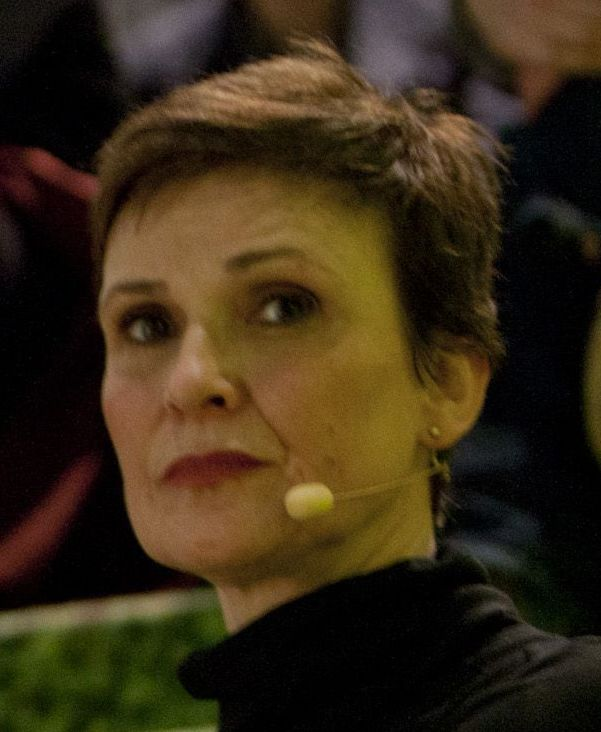
Ulrike Hübschmann, 2014

Ulrike Hübschmann (* 1963 in Potsdam) ist eine deutsche Schauspielerin, Hörspiel-, Hörbuch- und Synchronsprecherin.

## Leben
Nach dem Abitur in ihrer Geburtsstadt studierte Hübschmann von 1982 bis 1986 an der Hochschule für Schauspielkunst „Ernst Busch“ in Rostock und Berlin. Es folgten Engagements u. a. an der Tribüne (Theater) und dem Ernst Deutsch Theater. Daneben steht sie für Filme (u. a. Liebe, Lügen und Geheimnisse und Preußisch Gangstar) und Serien (u. a. Polizeiruf 110, Tatort, SOKO Kitzbühel, SOKO Wismar) vor der Kamera.
Seit Jahren ist Hübschmann außerdem als Sprecherin für Funk, Fernsehen, Synchronisation und Hörbücher tätig. In der Hörspielreihe Foster von Oliver Döring ist Hübschmann ab Folge 6 (2016) als Mary Jackson zu hören.

## Filmografie (Auswahl)
- 1987: Der Staatsanwalt hat das Wort
- 1998: Ein Mord für Quandt (Fernsehserie, eine Folge)
- 1999: Im Namen des Gesetzes (Fernsehserie, eine Folge)
- 1999: Liebe, Lügen und Geheimnisse
- 2000: Schloss Einstein (Fernsehserie, eine Folge)
- 2001: Tatort (Folge: Der lange Arm des Zufalls) (Fernsehreihe)
- 2001: Der Mann, den sie nicht lieben durfte
- 2002: In aller Freundschaft (Fernsehserie, eine Folge)
- 2002: Der letzte Zeuge (Fernsehserie, eine Folge)
- 2002: Operation Rubikon
- 2003: Küstenwache (Fernsehserie, eine Folge)
- 2004: Broti & Pacek – Irgendwas ist immer (Fernsehserie)
- 2004: Der Mustervater – Allein unter Kindern
- 2006: Unser Charly (Fernsehserie, eine Folge)
- 2006: Abschnitt 40 (Fernsehserie, eine Folge)
- 2007: SOKO Kitzbühel (Fernsehserie, eine Folge)
- 2010: Polizeiruf 110 (Fernsehserie, eine Folge)
- 2013: Familie Dr. Kleist (Fernsehserie, eine Folge)
- 2013: Letzte Spur Berlin (Fernsehserie, eine Folge)
- 2013: SOKO Kitzbühel (Fernsehserie, eine Folge)
- 2013: White Lies
- 2013: SOKO Wismar (Fernsehserie, eine Folge)
- 2014: Der letzte Kronzeuge – Flucht in die Alpen (Fernsehfilm)
- 2015: Notruf Hafenkante (Fernsehserie, Folge Hund und Katze)
- 2016: Wir sind die Flut
- 2019: Der Bulle und das Biest (Fernsehserie, eine Folge)
- 2019: Gegen die Angst
- 2020: Liebe verjährt nicht
- 2020: Inga Lindström: Das gestohlene Herz
- 2020: Herzkino.Märchen: Schneewittchen am See (Fernsehreihe)
- 2020: Werkstatthelden mit Herz
- 2022: Der Schiffsarzt (Fernsehserie)
- 2023: Gute Zeiten, schlechte Zeiten (Fernsehserie)
- 2023: Die Heiland – Wir sind Anwalt (Fernsehserie, Folge Schafe in der Stadt)
- 2024: SOKO Hamburg (Fernsehserie, Folge Der letzte Atemzug)
- 2024: In aller Freundschaft (Fernsehserie, Folge Ruhe nach dem Sturm)
- 2024: WaPo Elbe (Fernsehserie, Folge Scheißtag)

## Synchronrollen (Auswahl)

### Filme
- 1990: Augen der Nacht – Karen Elise Baldwin als Ellen
- 2006: Half Light – Polly Frame als Bibliothekarin
- 2008: Messias – Die sieben Zeichen – Diana Kent als Helen Waite
- 2014: Fear Clinic – Angelina Armani als Caylee
- 2015: Unnatural – Sherilyn Fenn als Dr. Hannah Lindval

### Serien
- 2008: Ghost Whisperer – Stimmen aus dem Jenseits – Jennifer Taylor als Jill Benjamin
- 2008: Spooks – Im Visier des MI5 – Jenny Agutter als Tessa Phillips
- 2009: Prison Break – Heather McComb als Gretchens Schwester
- 2010–2012: Mad Men – Embeth Davidtz als Rebecca Pryce
- 2015: 1864 – Andrea Vagn Jensen als Sozialarbeiterin
- 2015: Chicago Fire – Amy J. Carle als Ärztin

## Hörspiele (Auswahl)
- 2008: Ulrich Land: Vernagelt; Regie: Sven Stricker (DKultur)
- seit 2016: Oliver Döring: Foster; Regie: Oliver Döring (Imaga)

## Hörbücher (Auswahl)
- 2008: Jodi Picoult: 19 Minuten (Hörbuch, gelesene Charakter-Perspektive: Lacy Houghton, u. a. mit Rosalie Thomass & Oliver Brod), der Hörverlag, ISBN 978-3867172523
- 2015 (Audible: 2013): Jojo Moyes: Ein ganzes halbes Jahr. Argon Verlag. ISBN 978-3-8398-9279-4
- 2015: Anne Girard: Madame Picasso. der Audio Verlag. ISBN 978-3-86231-526-0
- 2016: Sharon Guskin: Noah will nach Hause. Allegria. ISBN 978-3-95713-051-8
- 2016: Orhan Pamuk: Diese Fremdheit in mir, der Hörverlag, ISBN  978-3-8445-2219-8
- 2021: Anne Fleck: Energy! Der gesunde Weg aus dem Müdigkeitslabyrinth. Mit 30-Tage-Selbsthilfeprogramm, Hörbuch Hamburg, ISBN 978-3-95713-224-6
- 2022: Anne Fleck: Schlank! und gesund mit der Doc Fleck Methode, der Hörverlag, ISBN 978-3-8445-4635-4 (Hörbuch-Download)
- 2023: Christina Berndt: Die Rundum-Gesund-Formel. der Audio Verlag. ISBN 978-3-7424-2902-5

## Auszeichnungen
- Deutscher Hörfilmpreis 2016 als Filmbeschreiberin des Films 45 Years